# Stenträsket (Nederkalix socken, Norrbotten, 733667-183578)
Stenträsket är en sjö i Kalix kommun i Norrbotten och ingår i Sangisälvens huvudavrinningsområde. Sjön har en area på 0,18 kvadratkilometer och ligger 38 meter över havet.

## Delavrinningsområde
Stenträsket ingår i det delavrinningsområde (733673-183820) som SMHI kallar för Ovan Moån. Medelhöjden är 39 meter över havet och ytan är 38,28 kvadratkilometer. Räknas de 13 avrinningsområdena uppströms in blir den ackumulerade arean 195,38 kvadratkilometer. Korpikån som avvattnar avrinningsområdet har biflödesordning 2, vilket innebär att vattnet flödar genom totalt 2 vattendrag innan det når havet efter 17 kilometer. Avrinningsområdet består mestadels av skog (70 procent) och sankmarker (20 procent). Avrinningsområdet har 0,24 kvadratkilometer vattenytor vilket ger det en sjöprocent på 0,6 procent.